# 团结 (爱尔兰)
团结（英語：Solidarity）是爱尔兰的一个左翼政党。该党成立于2014年，由社会党的成员组建，当时取名为反紧缩联盟。2017年3月10日，该党改用现名。该党的意识形态是反资本主义、左翼民粹主义、托洛茨基主义。该党的政治立场是左翼至极左翼。该党与人民先于利润共同组成人民先于利润—团结选举联盟。